# Mytiszczi (stacja kolejowa)
Mytiszczi – stacja kolejowa w Mytiszczi, w obwodzie moskiewskim, w Rosji. Znajdują się tu 4 perony.